# Рідне (Полтавський район)
Кунівка — село в Україні, у Кобеляцькій міській громаді Полтавського району Полтавської області. Населення становить 442 осіб. Колишній центр Кунівської сільської ради.

## Географія
Село Кунівка розташована на правому березі річки Ворскла, вище за течією на відстані 0,5 км розташоване село Ліщинівка, нижче за течією на відстані 2 км розташоване місто Кобеляки, на протилежному березі — село Комарівка.

## Історія села
Кунівка була заснована ще у XVIII столітті. Довгий час село називалось за іменем його власниці Єлизаветівкою, а пізніше стало носити сучасну назву, яка походить від прізвища місцевого поміщика Куна[джерело?].
До складу Кунівки згодом увійшло й сусіднє село Горішні Млини, де 1800 року колезьким радником Л. Й. Ганжою була зведена церква, при якій відкрились бібліотека та 2 школи грамоти. На великий жаль, у 30-х роках XX століття храм було зруйновано.
Від прізвищ своїх власників або засновників походять і назви інших сіл: у Колісниківці знаходився маєток пана Колісника, у Галі-Горбатках жив колись заможний козак Галь. А ось найменування Яблунівка — нове.
До 1965 року це село називалось Миколаївкою, але оскільки в окрузі десятки гектарів займали фруктові сади, виникла нова назва.
Здавна жителі цих країв славились талановитістю, умілим хліборобством, ремісництвом і рукоділлям.
У 1887 році в Кунівці налічувалось 56 господарств, проживало 336 чоловік, з яких вісім були професійними ремісниками, які займались виготовленням одягу, взуття, виконували теслярські, ковальські, пічницькі та інші роботи. Працював вітряк.
У Горішніх Млинах тоді було 20 дворів і 112 жителів. В обох селах особливо активно розвивалось бджільництво: у Кунівці утримували пасіки 23 родини, а в Горішніх Млинах — 5.
Кунівські жителі брали активну участь у громадській діяльності, 1905 року кілька чоловік були обрані делегатами на повітовий з'їзд селянських спілок.
У 1910 році в Кунівці разом з Горішніми Млинами проживало вже 524 чоловіки.
1923 року Кунівка ввійшла до складу Золотарівської сільської ради Кобеляцького району. Тоді в ній налічувалось 378 жителів, у Горішніх Млинах — 354.
12 червня 2020 року, відповідно до розпорядження Кабінету Міністрів України № 721-р «Про визначення адміністративних центрів та затвердження територій територіальних громад Полтавської області», село увійшло до складу Кобеляцької міської громади.
19 липня 2020 року, в результаті адміністративно - територіальної реформи та ліквідації Кобеляцького району, село увійшло до складу новоутвореного Полтавського району Полтавської області.

## Об'єкти соціальної сфери
- Школа I—II ступенів
- Клуб.

## Спорт
На футбольному полі, яке розташоване в селі, проводить свої матчі ФК «Будекспрес» (Кобеляки).

## Пам'ятки
- Неподалік від села розташований ландшафтний заказник «Шарівка».

## Відомі люди
З Кунівкою тісно пов'язані життя та діяльність Героя Соціалістичної Праці Івана Григоровича Козлова.